# Amtsgericht Grevenbroich
Das Amtsgericht Grevenbroich ist zuständig für die Städte Grevenbroich und Jüchen sowie für die Gemeinde Rommerskirchen. Ferner ist das Amtsgericht Grevenbroich für die Landwirtschaftssachen der Amtsgerichtsbezirke Grevenbroich, Mönchengladbach und Mönchengladbach-Rheydt zuständig. Es ist seit 1907 an der Lindenstraße in Grevenbroich beheimatet. Wichtige Quellen zur Vereins- aber auch zur Wirtschaftsgeschichte der Stadt werden hier aufbewahrt.

## Anfänge und Neubau auf der Lindenstraße

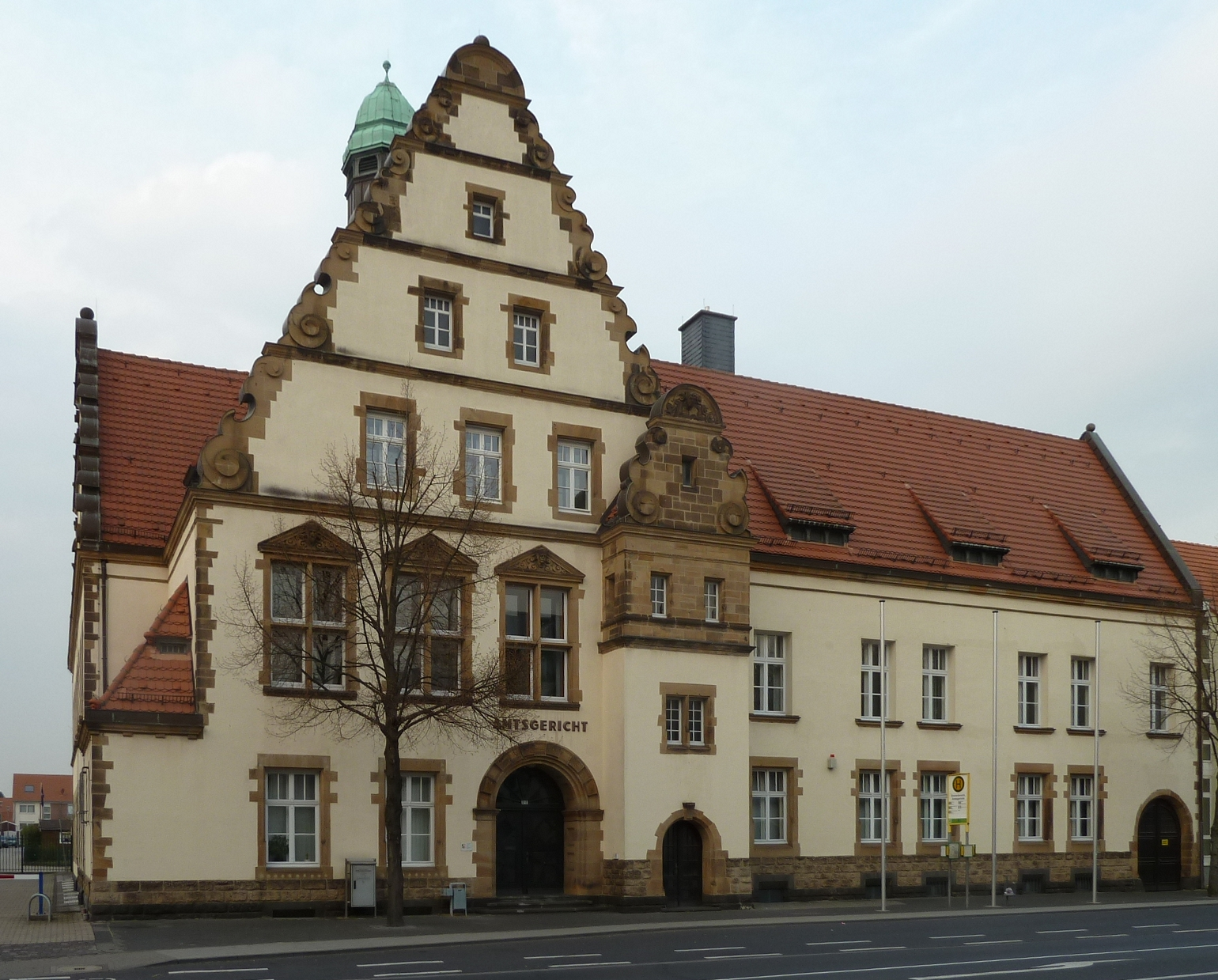
Amtsgericht in Grevenbroich

Das Amtsgericht war in Grevenbroich zuerst in den Räumen des Rathauses untergebracht, das 1875 eingeweiht worden war. Bereits nach einigen Jahren waren die Räume zu klein geworden, weshalb man sich nach einer neuen Unterbringung umsah bzw. einen Neubau in Erwägung zog. Die Uhlhorns boten dem Amtsgericht zu diesem Zeitpunkt ein Grundstück an der Provinzial-Landstraße, der heutigen Lindenstraße, als Bauplatz an, einer Straße, die damals vor allem zur Rübenerntezeit stark befahren und zu der Zeit ein Gewerbegebiet war. Später hieß die Straße zeitweise auch Adolf-Hitler-Allee. Das Baugrundstück lag genau gegenüber der Grevenbroicher Maschinenfabrik in der Nähe eines Bahngleises. In der Sitzung des Preußischen Abgeordnetenhauses am 27. Februar 1904 erteilte dann die Budgetkommission in Berlin die Erlaubnis für den Ankauf des Bauplatzes und den Neubau. Die Bauarbeiten begannen am 28. August 1905, und am 4. April 1907 war die feierliche Eröffnung. Die beiden Weltkriege überstand das Gebäude fast ohne Schäden.

## 1970 bis heute
Seit den 1970er Jahren wurden die Räumlichkeiten so eng, dass ein Neubau oder doch zumindest ein Anbau erwogen wurde. Die Bemühungen führten zu einer Begutachtung 1985, in deren Zuge das Gebäude unter Denkmalschutz gestellt wurde. Um den Platzbedarf zu decken, wurden zuerst Räume in der Montanusstraße angemietet, später dann wechselte man in die Rheydter Straße, wo man einen Teil des Amtsgerichts in den Räumen über einem Supermarkt unterbrachte. Nachdem die Architekten Quasten und Lenze das ehemalige „Kaiserliche Postamt“ renoviert hatten, konnten Teile des Gerichts nunmehr ins Erdgeschoss des Gebäudes in direkter Nachbarschaft zum Amtsgericht ausweichen. Dies blieb so, bis im Oktober 2005 die Nebenstelle aufgegeben wurde. Bereits im Frühjahr 2004 war der Spatenstich für einen Anbau nunmehr links vom Hauptgebäude erfolgt.